# SN 2002hp
SN 2002hp – supernowa odkryta 1 listopada 2002 roku w galaktyce A033224-2746. W momencie odkrycia miała maksymalną jasność 24,40m.